# Jrestivka
Jrestivka (en ucraniano: Хрестівка; en ruso: Крестовка) es una ciudad ucraniana perteneciente al óblast de Donetsk. Situada en el sureste del país, hasta 2020 era una ciudad de importancia regional, pero actualmente es parte del raión de Jórlivka y centro del municipio (hromada) homónimo.
La ciudad se encuentra ocupada por Rusia desde la guerra del Dombás, siendo administrada como parte de la de facto República Popular de Donetsk.

## Toponimia
Durante la era soviética y hasta 2016, cuando se cambió su denominación de acuerdo con las leyes de descomunización de Ucrania, se llamaba Kírovske (en ucraniano: Кіровське; en ruso: Кировское, romanizado: Kírovskoye). El nombre anterior era un homenaje al revolucionario bolchevique Serguéi Kírov.

## Geografía
Jrestivka se encuentra a unos 75 kilómetros al noreste de Donetsk.

## Historia
Jrestivka es un antiguo asentamiento alemán que tenía tres nombres a la vez: los alemanes llamaron a su aldea Man-Heim, en los documentos estaba escrito Davido-Orlivka, los chumacos llamaron a la colonia alemana Jrestivka. Neu-Mannheim fue un pueblo católico-luterano en sus propias tierras del óblast del Voisko del Don.
El sitio fue fundado con el nombre de Nueva Krestovka (en ruso: Новая Крестовка), en 1954, cerca de los yacimientos de carbón de la granja Krestovka. En 1956 recibió el nombre Kírovske, en honor de Serguéi Kírov. El 12 de octubre de 1956, el pueblo de Jrestivka fue anexionado al pueblo de Kirovske. Durante la era soviética y hasta 2016 se llamaba Kírovske. Tiene la categoría de ciudad desde 1987.
El 14 de abril de 2014, activistas prorrusos capturaron el ayuntamiento de Kírovske y declararon que la ciudad era parte de la autoproclamada República Popular de Donetsk (RPD).
En 2016, se cambió la denominación de Kírovske de acuerdo con las leyes de descomunización de Ucrania y renombrándola como Jrestivka. Sin embargo, la RPD no reconoce este cambio y sigue usando Kírovske como nombre.

## Demografía
La evolución de la población de Jrestivka entre 1959 y 2022 fue la siguiente:
| 16 314     | 17 364 | 20 376 | 32 552 | 30 910 | 29 742 | 28 149 | 27 660 | 27 370 |
| (Fuente: ) |        |        |        |        |        |        |        |        |

Según el censo de 2001, el 54,2% de la población son ucranianos, el 41,6% son rusos y el resto de minorías son principalmente bielorrusos (1,4%). En cuanto al idioma, la lengua materna de la mayoría de los habitantes, el 82,39%, es el ruso; del  16,9% es el ucraniano.